# Чермно (Мазовецьке воєводство)
Чермно (пол. Czermno) — село в Польщі, у гміні Гомбін Плоцького повіту Мазовецького воєводства.
Населення — 471 особа (2011).
У 1975-1998 роках село належало до Плоцького воєводства.

## Демографія
Демографічна структура станом на 31 березня 2011 року:
|          | Загалом | Допрацездатний вік | Працездатний вік | Постпрацездатний вік |
| -------- | ------- | ------------------ | ---------------- | -------------------- |
| Чоловіки | 246     | 47                 | 163              | 36                   |
| Жінки    | 225     | 38                 | 124              | 63                   |
| Разом    | 471     | 85                 | 287              | 99                   |